# Pompa zębata

Schemat pompy zębatej

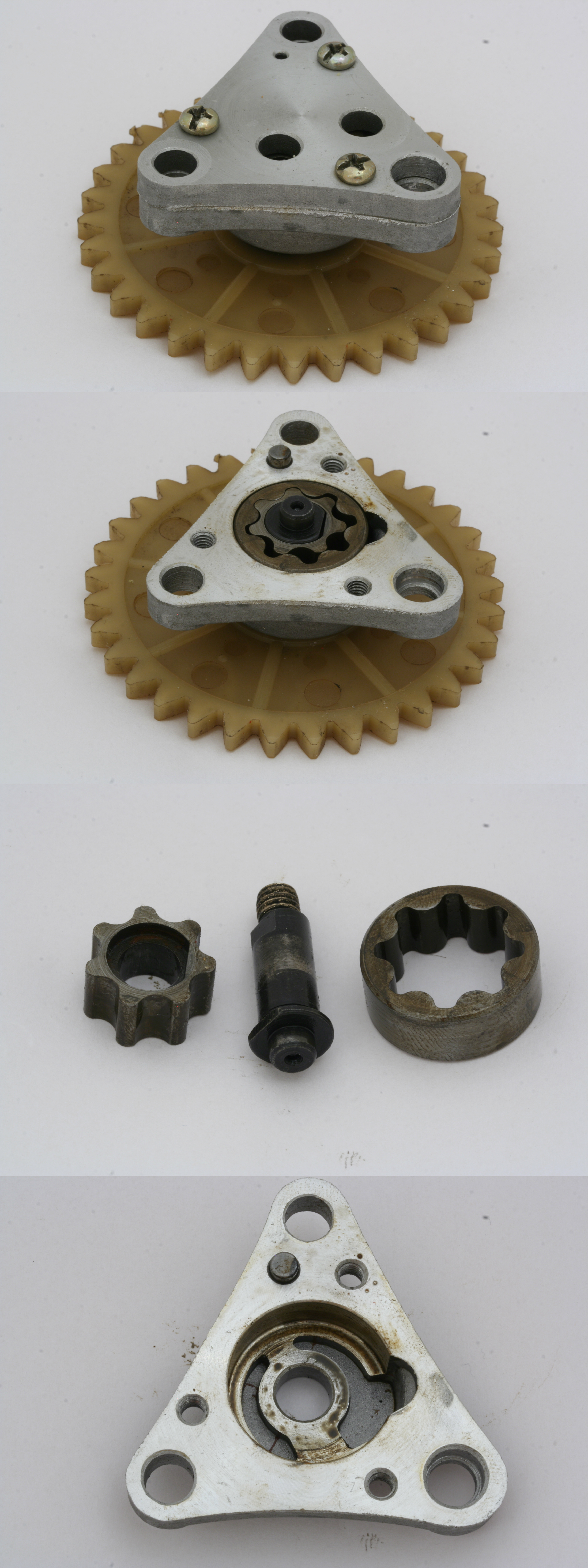
Pompa (o zazębieniu wewnętrznym) oleju z silnika od skutera

Pompa zębata – rodzaj pompy wyporowej rotacyjnej.
Istnieją dwa rodzaje pomp zębatych, o zazębieniu:
- zewnętrznym
- wewnętrznym.

Pompa zębata o zazębieniu zewnętrznym składa się z dwóch jednakowych kół zębatych możliwie jak najciaśniej osadzonych w korpusie. Obracające się koła zębate zagarniają ciecz z komory ssawnej do przestrzeni międzyzębnych, transportując ją do komory tłocznej. Jedno z kół jest napędzane przez zewnętrzne źródło.
Pompy zębate są pompami o stałej wydajności. Cechują się prostą konstrukcją i dużą niezawodnością. Zakres ciśnień wynosi od 3,5 do 28 MPa a pojemności geometrycznych od 0,6 do 400 cm³/obr. Wydajność (wydatek) pompy zależy od pojemności geometrycznej i prędkości obrotowej silnika. Pompa o pojemności geometrycznej Vg=1 cm³/obr, napędzana silnikiem o obrotach 1000 obr./min, będzie miała wydajność teoretyczną 1 l/min. Wydajność rzeczywista to iloczyn wydajności teoretycznej i sprawności pompy. Zakres prędkości obrotowej kół zębatych wynosi 500–4000 obr./min. Charakterystyka wydajności jest pulsacyjna. Pulsację jednak można zmniejszyć stosując koła zębate z zębami śrubowymi. Sprawność pomp zębatych zależy od temperatury cieczy, ponieważ wraz ze wzrostem temperatury zmniejsza się lepkość cieczy. Pompy zębate mogą być budowane jako
- nieodciążone – występująca różnica ciśnień obciąża łożyska kół (jak na rysunku)
- częściowo lub całkowicie odciążone, w których stosuje się kanały odciążające, wówczas łożyska są odciążone i zyskuje się wyższą sprawność.